# Spomenik revoluciji u Makarskoj
Spomenik revoluciji u Makarskoj, zaštićeno kulturno dobro

## Opis dobra
Spomenik revoluciji sagrađen 1974. godine na uzvisini Glavici u središtu grada Makarske. Projektiran je kao spomen na sve žrtve s prostora Makarskog primorja stradale u NOB-i. Projektno rješenje arhitekta Matije Salaja (1932. – 2014.) izvorno je zamišljeno kao spomen pozornica i prostor memorijalnog trga, a sagrađen je na jugozapadnom dijelu predjela Glavice koji je zbog prirodne uzvisine najdominantniji položaj u užem centru grada. Spomenik je projektiran kao kompozicija od 11 vertikalno postavljenih betonskih paravana koji čine jedinstvenu kompoziciju, a doživljavaju se kao spomen pozornica, kružnog kamenog platoa sa zdencem i cilindričnog tornja sa stražnje strane kompozicije. Vertikale su izvedene u betonu, u glatkoj oplati, a reljefno su obrađene s obje strane, jakom i plitkom geometrijskom plastikom koja simbolizira ratna događanja i dinamiku borbe. U pozadini spomenika dominira Biokovo.

## Zaštita
Pod oznakom Z-6896 zavedena je kao nepokretno kulturno dobro - pojedinačno, pravna statusa zaštićena kulturnog dobra, klasificirano kao "memorijalna baština".